# Оден, Мишель
Мишель Оден (фр. Michel Robert Fortuné Odent; род. 1930, Уаза, Франция) — врач-акушер (obstetrician and childbirth specialist), ученый, новатор, публицист.
Автор программы подготовки к зачатию «аккордеон-метод».
Автор подхода в акушерстве ориентированного на физиологические потребности роженицы (покой и уединение), её ресурсы, а не на лекарства и медицинские процедуры; для дородовой подготовки предлагает хоровое пение; в родах — комнаты с домашней обстановкой, концепцию «неокортикального торможения», бассейны для обезболивания, создание условий для истинного «рефлекса изгнания плода».
Автор первых статей об инициации грудного вскармливания в первый час после рождения и первой статьи о «теории воротного контроля боли» применительно к акушерству.
Основатель Научно-исследовательского центра первичного здоровья, изучающего связь первичного периода со здоровьем в дальнейшей жизни; рассматривает возможные пути эволюции человека под влиянием современных способов рождения детей. Инициатор двух всемирных форумов-конференций «Роды и исследование первичного здоровья».
Автор 17 книг, опубликованных на более чем 20 языках мира, соавтор научно-методического руководства «Кесарево сечение», автор/соавтор более 100 научных статей.
Doctor Honoris Causa, приглашенный профессор 3 университетов.

## Биография
Мать Мишеля Одена была дошкольным педагогом, интересовалась законами детского развития в раннем возрасте, была последовательницей Марии Монтессори, писала стихи. Она часто говорила Мишелю: «День, когда ты родился, был самым счастливым в моей жизни!».
Медицинское образование получил в Парижском Университете, по первоначальной специализации — хирург.
С 1956 по 1962 гг. практиковал в различных госпиталях как хирург общего профиля, в чью компетенцию тогда входили также акушерские операции. В журнале Lancet назван одним из последних настоящих хирургов общего профиля.
В 1958-59 гг. во время войны за независимость в Алжире служил военным хирургом во французской армии, оказывая помощь как солдатам, так и гражданскому населению в неотложных случаях, в том числе, связанных с родами. Именно хирургическая операция кесарева сечения заставила его заинтересоваться физиологией родов и стать врачом-акушером. Заметное влияние на Одена оказал известный французский врач-акушер Фредерик Лебуайе.

## Госпиталь в Питивье
Мишель Оден широко известен во всем мире как врач, введший в 1970-х гг. в акушерскую практику бассейны для обезболивания в родах и комнаты с домашней обстановкой (так как физиология родов требует покоя и уединения).
Подход, который сосредоточен на потребностях женщины и опирается прежде всего на её ресурсы, а не на лекарства и медицинские процедуры, сегодня стал одним из общепринятых в современном мировом клиническом акушерстве.
Начало этой традиции, Оден положил в родильном отделении многопрофильного государственного госпиталя г. Питивье (Франция). Его практика штатного хирурга и акушера-гинеколога в Питивье продолжалась в течение двадцати одного года (1962—1983). Исключительной особенностью была уникальная дородовая подготовка — введение в практику вечеров хорового пения в родильном отделении, где женщинам предстояло рожать. Этот период своей жизни доктор Оден описал в книге «Возрожденные роды» (Birth Reborn), вышедшей впервые в 1984 г., переведенной на 13 языков (в том числе на русский) и издающейся до сих пор. Работая вместе с шестью акушерками и принимая около тысячи родов в год, он сумел добиться отличной статистики с низким процентом медицинских вмешательств. Его подход был освещен в известных медицинских изданиях, таких как Lancet, и в телевизионных документальных фильмах «Возрожденные роды», (Birth Reborn, BBC, 1982-85гг.).
С 1985 г. и до настоящего времени доктор Оден живёт в Лондоне и практикует домашние роды (которые являются частью официальной системы родовспоможения Великобритании).

## Центр исследования первичного здоровья
Мишель Оден является основателем Научно-исследовательского центра первичного здоровья (Primal Health Research Centre), основанного в 1987 г. в Лондоне (Великобритания). В Базу данных исследований первичного здоровья (www.primalhealthresearch.com) включаются эпидемиологические работы, где изучается связь между тем, что происходит в первичный период жизни (от зачатия до момента, когда ребёнку исполняется год), и здоровьем в дальнейшей жизни. В настоящий момент объём базы данных включает более 1000 исследований.
В своей книге «Первичное здоровье» (1986) привел свидетельства того, что гомеостаз формируется в первичный период: это фаза, когда базовые адаптивные системы организма проходят тонкую настройку, устанавливаются «заданные уровни» для их работы. В настоящее время Оден рассматривает, каким путем может пойти эволюция человека под влиянием современных способов, с помощью которых рождаются дети.
В 2010 и 2012 гг. провел крупные всемирные форумы — конференции «Роды и исследование первичного здоровья» (см. www.wombecology.com). Первая, Средне-Атлантическая, состоялась весной 2010 года в г. Лас-Пальмас (Гран-Канария, 1251 делегат, представители 41 профессии из 35 стран). Вторая, Средне-Тихоокеанская конференция, прошла осенью 2012 г. в Гонолулу.
Обзоры Банка данных центра ясно свидетельствуют о том, что наше здоровье формируется в первичный период жизни (от зачатия до того момента, когда ребёнку исполняется год). Также они заставляют предполагать, что обстоятельства нашего рождения оказывают долговременное воздействие на такие качества, как общительность, дружелюбие, агрессивность, или, иначе говоря, на способность и неспособность любить.

## Научно-исследовательская работа
Оден разработал программу подготовки к зачатию («аккордеон-метод»), которая помогает свести к минимуму содержание жирорастворимых токсичных химических веществ, таких как диоксин, ПХД (полихлорированные дифенилы) и других в материнском молоке и в организме женщины в период беременности и лактации. Сейчас проверяется эффективность действия этой программы.
Мишель Оден занимается также изучением неспецифических долговременных последствий для здоровья многократной вакцинации в раннем возрасте.

## Преподавание
Доктор Мишель Оден посвящает много времени просветительской и преподавательской деятельности: ежегодно выступает на международных академических конференциях (в том числе известных ежегодных конференциях организации Midwifery Today, www.midwiferytoday.com и Международных конгрессах по акушерству и гинекологии (International Congress of Obstetrics and Gynaecology (ICOG)), проводит семинары во многих странах мира.
Он разработал уникальный курс обучения для доул (доула, или дула — помощница в родах, см. www.paramanadoula.com) — профессии, которая становится все более необходимой в современном мире. Этот курс обучения посещают специалисты из многих стран мира, он востребован не только среди доул, но также среди врачей и акушерок, стремящихся к безопасному и физиологичному ведению родов.
В статусе Приглашённый профессор преподает в трех университетах: Лионский университет, Франция (курс «Эволюционная биология и медицина»), Университет Консепсьона, Чили (курс «Первичное здоровье») и Одесский национальный медицинский университет.
Номинирован как Doctor Honoris Causa Университетом Бразилии.

## Литературная и просветительская деятельность
Автор 17 книг, опубликованных на более чем 20 языках мира.
Успешная врачебная деятельность Мишеля Одена стала источником его активной публицистической деятельности, которая во многом изменила к лучшему мировую акушерскую практику и оказала огромное и многостороннее влияние на современников. Его огромная заслуга — в популяризации осознанного и ответственного подхода к родам. При этом Оден анализирует не только аспекты физиологии и психологии, но затрагивает также социальные и даже криминологические вопросы. В своих книгах Оден учит умению задавать привычные вопросы наоборот: «как добиться хорошего здоровья?» вместо «как предотвратить болезнь?» и «как закладывается и развивается способность любить?» вместо «как предотвратить насилие?».
Наиболее значительные произведения:
- «Родиться счастливо» (Bien-naitre, 1976)
- «Возрожденные роды» (Birth Reborn, 1984) выходит в 2005 г. в Великобритании третьим изданием
- «Первичное здоровье» (Primal Health, 1986) издано в 2002 г. во второй раз
- «Научное познание любви» (The Scientification of Love, 1999)
- «Фермер и акушер» (The Farmer and The Obstetrician, 2002) Появление книг «Научное познание любви» и «Фермер и акушер» нашло отклик во влиятельных медицинских журналах, таких как British Medical Journal и Journal of American Medical Association, где были опубликованы обстоятельные обзоры и рецензии[20].
- «Кесарево сечение» (The Caesarean, 2004) рассматривает историю возникновения и распространения операции кесарева сечения. Книга рассказывает как о безусловных показаниях для её выполнения, так и о возможностях снижения числа случаев хирургического родоразрешения путём тщательного изучения и следования нормальной физиологии родов[20].

## Мишель Оден в России
Книги Мишелья Одена на русском языке:
- «Возрожденные роды» История одного родильного отделения (Birth Reborn, 1984), Второе издание Издательство: ООО ГК «АРТМедия». ISBN 978-5-9903851-1-5; 2012 г., а также — перевод с английского Издательство Назаровых, Москва, 2017—184 с.: ил. ISBN 978-5-9904922-5-7
- «Кесарево сечение» Безопасный выход или угроза будущему? (The Caesarean, 2004) Издательство: Международная школа традиционного акушерства. ISBN 978-5-9901490-1-4, 1-85343-718-2; 2009 г., а также — перевод с английского Издательство Назаровых, Москва, 2013.- 216 с., ISBN 978-5-9904922-2-6
- «Научное познание любви», (The Scientification of Love, 1999), Издательство: Международная школа традиционного акушерства. ISBN 978-5-9901490-2-1, 1-85343-476-0; 2009 г., а также — перевод с английского Издательство Назаровых, Москва, 2013.- 216 с., ISBN 978-5-9904922-3-3
- «Роды и эволюция Homo sapiens» (Childbirth and the evolution of Homo sapiens, 2014), перевод с английского Издательство Назаровых, Москва, 2016.- 200 с. ISBN 978-5-9904922-4-0
- «Рождение Homo, морского примата» (The Birth of Homo, the Marine Chimpanzee, 2017), перевод с английского Издательство Назаровых, Москва, 2017.- 144 с. ISBN 978-5-9904922-9-5
- Фермер и акушер (The Farmer and the Obstetrician — 159 р., 2002), перевод с английского Издательство Назаровых, Москва, 2018.- 152 с. ISBN 978-5-604-09360-3

Готовятся к изданию на русском языке следующие книги Мишеля Одена:
- Нужны ли нам акушерки (Do We Need Midwives? — 144 р., 2015)

В России доктор Мишель Оден был неоднократно. В первый раз, в ноябре 1991 г. он по приглашению одной из американских организаций посетил Москву, где выступал в нескольких роддомах. Во второй раз — в середине 90-х гг. — доктор Оден участвовал в акушерском семинаре, организованном издателями русского перевода книги «Возрожденные роды».
17 — 18 сентября 2005 г. состоялся семинар Мишеля Одена в Санкт-Петербурге «Психологическое и психотерапевтическое сопровождение беременности и родов. Европейский опыт».
В декабре 2005 г. в рамках проекта Московской международной школы традиционного акушерства «Мишель Оден в России» состоялась презентация русского перевода книги «Кесарево сечение» и авторский семинар Мишеля Одена «ЖИЗНЬ В УТРОБЕ И РОДЫ: ИХ ВЛИЯНИЕ НА ЗДОРОВЬЕ».
23.09.2008 Мишель Оден выступил в МГУ
12-13 июня 2010 Доктор Оден выступил с лекциями в ОПРФ на международной конференции для акушерок и родителей «Рождение в любви — право каждого человека», организованной журналами Домашний ребёнок (Россия) и Midwifery Today (США),,
Мишель Оден — является одним из постоянных авторов журнала Домашний ребёнок. С 2009 по 2012 гг. были опубликованы на русском языке его статьи: «Учиться на ошибках запада»,"Роды в мужских руках","Мама","Вода и роды", «Страна Утопия 2031»,"Главная неприятная истина","Иногда лучше молчать, чем говорить: самая распространённая помеха в родах".

## Публикации
Автор/соавтор более 100 научных работ.
Соавтор немецкого научно-методического руководства «Кесарево сечение» под редакцией проф. М. Старка («Der Kaiserschnitt»)
Научный обозреватель в журналах {{International Journal of Gynecology & Obstetrics}} и Breastfeeding Medicine.
На французском языке:
- Bien naître, Paris, Seuil, 1976. 152 p., (ISBN 2-02-004518-4) Bien naître, Michel Odent, Jean-Pierre Dupuy 184 p.
- Genèse de l’homme écologique, 144 p. Paris, EPI, 1979. Genèse de l’homme écologique. L’instinct retrouvé, Paris, EPI DDB, 1991. Hêtre Myriadis (Le), 2022
- La Santé primale. Comment se construit et se cultive la santé, Paris, Payot, 1986. 210 p, Collection Bien-être, ISSN 02978784
- Le zinc et la santé. Payot, 1986 (co-auteur avec Judy Graham). ISSN 2228871001 ISSN 978-2228871006
- Les acides gras essentiels. Ligier. Paris 1990. 178 p., ISBN 2-908861-00-3, ISBN 978-2-908861-00-6
- Votre bébé est le plus beau des mammifères, Albin Michel, 1990 ; réédition : Paris, éd. L’Instant Présent, 2011. Le bébé est un mammifère (nouvelle édition enrichie de Votre bébé est le plus beau des mammifères), Paris, Éditions l’Instant Présnt, 2011. Éditions l’Instant présent, 2018
- Histoires de naissances, Paris, Desclée De Brouwer, 1991.
- Nous sommes tous des enfants de l’eau, Jessica Johnson, Michel Odent 127 p, 1996, Ed. Vivez Soleil, ISBN 9879869699, ISBN 9789879869697
- L’Amour scientifié, Paris, Jouvence, 2001, 174 p. (OCLC 421926613); réédition : Paris, éd. Myriadis, 2014, Le Hêtre Myriadis, 2017.
- Le Fermier et l’accoucheur : l’industrialisation de l’agriculture et de l’accouchement, Paris, Médicis, 2002, 187 p. (OCLC 419766526); réédition Paris, Le Hêtre Myriadis, 2017.
- Césariennes : questions, effets, enjeux. Alerte face à la banalisation, Paris, Le Souffle d’or, 2005 ; réédition : Paris, Le Hêtre Myriadis, 2018. Paris, éd. Le Hêtre Myriadis, 2020, 190 p. ISBN 978-2-490-05043-7
- Fonctions des orgasmes : l’origine de l’amour en question, Les autoroutes de la transcendance Paris, Jouvence Éditions, 160 p, 2010 ; Jouvence, 2015 ISBN 2-88353-811-5, 9782883538115 réédition : Paris, Le Hêtre Myriadis, 2018.
- La Naissance à l'âge des plastiques, Paris, Éditions du Hêtre, 2013, 129 p. (OCLC 847562005)
- La Naissance et l'évolution d’homo sapiens, Paris, éd. Myriadis, 2014, 155 p. (OCLC 880866462)
- L’Humanité survivra-t-elle à la médecine?, Paris, éd. Myriadis, 2016, 170 p. ISBN 979-1093408132
- La Naissance d’Homo, le chimpanzé marin, Paris, éd. Le Hêtre Myriadis, 2017, 140 p. ISBN 979-1093408248
- Quel avenir pour Homo? Le Hêtre Myriadis, 2020, 198 p, ISBN 2-490-05041-9, 9782490050413

На английском языке:
- Entering the World: The De-medicalization of Childbirth 1976, 2000 154 p. Entering The World — The Way To Gentle, Loving Birth: Penguin 1984 M. Boyars, ISBN 0-7145-2800-5, ISBN 978-0-7145-2800-7
- Birth reborn, New York, Pantheon, 1984, 123 p. (OCLC 891435321) ISBN 0 285 63194 2
- Primal Health: A Blueprint for Our Survival. 1986,Century Primal Health : understanding the critical period between conception and the first birthday, 1987, 192 p. Ebury Press. Forest Row, 2007, 240 p. Clairview books, ISBN 1-905570-08-2
- The Z Factor: How Zinc is Vital to Your Health Judy Graham, Michel Odent, Thorsons, 1986, 128 p. ISBN 0-7225-1329-1, 9780722513293
- Water and Sexuality, Arkana, 1990, 134 p. ISBN 0-14-019194-1, 9780140191943
- Birth and Breastfeeding: Rediscovering the Needs of Women during Pregnancy and Childbirth Published by Praeger (1990), ISBN 0-89789-287-9 ISBN 978-0-89789-287-2
- Planned Home Birth in Industrialized Countries, 1991, 9 p. World Health Organization. Regional Office for Europe
- We are All Water Babies Jessica Johnson, Michel Odent 128 p. Celestial Arts Pub., 1995 ISBN 0-89087-758-0, 9780890877586
- Scientification of Love 115 p., (Free Association Books, 1999 www.fabooks.com) ISBN 1-85343-476-0, 9781853434761
- The Farmer and the Obstetrician/, 2002, Published by (Free Association Books www.fabooks.com) ISBN 1-85343-204-0
- The Caesarean 2004 (Free Association Books www.fabooks.com) ISBN 1-85343-718-2
- The Functions of the Orgasms: The Highways to Transcendence (2008, Pinter & Martin Ltd.) ISBN 1-905177-18-6
- Childbirth in the Age of Plastics (2011, Pinter & Martin Ltd.) ISBN 1-78066-388-9
- Childbirth and the Future of Homo sapiens (2013, Pinter & Martin Ltd.), reissued as Childbirth and the Evolution of Homo sapiens in 2014, ISBN 1-78066-095-2, ISBN 978-1-78066-095-0, ISBN 978-1-78066-210-7
- Water, Birth and Sexuality: Our primeval connection to water, and its use in labour and therapy 2014, 2020 ISBN 1-905570-73-2 ISBN 978-1-905570-73-7
- Do we need Midwives? (2015, Pinter & Martin Ltd.) ISBN 1-78066-220-3
- The Birth of Homo, the Marine Chimpanzee (2017, Pinter & Martin Ltd.) ISBN 978-1-78066-445-3
- The Future Of Homo (2019, WSPC 200 p,) ISBN 9811207542 978-9811207549
- Prenatal Psychology 100 Years: A Journey in Decoding How Our Prenatal Experience Shapes Who We Become! (2018) co-author Michel Odent
- Planet Ocean: Our Mysterious Connections to Water (2021) ISBN: 9781912992270 ISBN-10: 1912992272

На немецком языке:
- Die sanfte Geburt, Kösel, München 1986
- Geburt und Stillen C.H. Beck, München 1994
- mit Jessica Johnson: Wir alle sind Kinder des Wassers, Kösel, 1995, ISBN 3-466-34331-3
- Von Geburt an gesund, Kösel, München 2000
- Die Wurzeln der Liebe, Walter-Verlag, Olten 2001
- Im Einklang mit der Natur-Neue Ansätze der sanften Geburt, Walter-Verlag, Olten 2004
- Es ist nicht egal, wie wir geboren werden, Walter, 2005
- Die Natur des Orgasmus: Über elementare Erfahrungen, aus dem Englischen von Christoph Trunk, C. H. Beck, München 2010 ISBN 978-3-406-60635-9
- Es ist nicht egal, wie wir geboren werden. Risiko Kaiserschnitt, aus dem Englischen von Sonja Schuhmacher, Mabuse, Frankfurt am Main 2014 ISBN 978-3-86321-242-1
- Generation Kaiserschnitt: Wie die moderne Geburtspraxis die Menschheit verändert, Kösel, München 2014 ISBN 978-3-466-34599-1

Статьи на русском языке:
- М. Оден: Не управляйте третьим периодом родов! Архивная копия от 24 января 2012 на Wayback Machine
- Е. К. Ломоносова, председатель организации «Рождение». Беседа с Мишелем Оденом (интервью в Москве 23 сентября 2008 г.) Архивная копия от 4 июня 2013 на Wayback Machine
- М. Оден: Взгляд с точки зрения этнологии: как разительно похожи разные культуры. Глава 5 из книги «Научное познание любви» Архивная копия от 5 мая 2012 на Wayback Machine
- М. Оден: Связь между родами и молитвой. Глава 15 из книги «Научное познание любви» Архивная копия от 13 ноября 2012 на Wayback Machine
- М. Оден: Вода отпускает тормоза. Глава 17 из книги «Научное познание любви» Архивная копия от 13 ноября 2012 на Wayback Machine
- М. Оден. «Учиться на ошибках запада» // «Домашний ребёнок». — 2009. — № 1. — С. 6
- М. Оден. «Роды в мужских руках» // «Домашний ребёнок». — 2009. — № 2. — С. 6 Архивная копия от 3 мая 2014 на Wayback Machine
- М. Оден. «Мама» // «Домашний ребёнок». — 2009. — № 3. — С. 6
- М. Оден. «Вода и роды» // «Домашний ребёнок». — 2009. — № 4. — С. 92
- М. Оден. «Страна Утопия 2031» // «Домашний ребёнок». — 2009. — № 6. — С. 49 Архивная копия от 11 марта 2013 на Wayback Machine
- М. Оден. «Главная неприятная истина» // «Домашний ребёнок». — 2011. — № 11. — С. 6
- М. Оден. «Иногда лучше молчать, чем говорить: самая распространённая помеха в родах» // «Домашний ребёнок». — 2012. — № 12. — С. 30 Архивная копия от 3 мая 2013 на Wayback Machine